# Bloch MB.300
Die Bloch MB.300 Pacific war ein dreimotoriges Verkehrsflugzeug des französischen Herstellers Société des Avions Marcel Bloch aus den 1930er-Jahren. Da der Prototyp nicht überzeugen konnte, wurden keine weiteren Exemplare gebaut. Aufgrund seiner Ausmaße erhielt das Flugzeug den Spitznamen „La Grosse Julie“.

## Geschichte
Im Jahr 1935 erteilte die Fluggesellschaft Air France dem Hersteller Bloch den Auftrag, zwei neue Verkehrsflugzeuge für 16 bzw. 30 Passagiere zu entwickeln. Neben der zweimotorigen MB.220 entstand so der Entwurf der größeren MB.300. Für beide Modelle übernahm der Hersteller die Tragflächen und weitere Bauteile des Bombers MB.210.
Der Erstflug der MB.300 fand am 15. November 1935 statt. Die anschließenden Testflüge machten deutlich, dass umfangreiche Änderungen notwendig waren. So wurde der Rumpf verlängert und die Spannweite verringert. Aufgrund der Testergebnisse musste die Kapazität auf 24 Passagiere gesenkt werden.
Im Jahr 1937 verkaufte Blochs Nachfolgeunternehmen SNCASE den überarbeiteten Prototyp an die französische Regierung. In den folgenden Monaten wurden weitere Test durchgeführt. Im Januar 1938 trat das Flugzeug für kurze Zeit in den Dienst der Air France, um anschließend nach Spanien verkauft zu werden.
Da SNCASE mit keinen weiteren Aufträgen rechnen konnte, stellte das Unternehmen das Projekt ein und konzentrierte sich auf das Nachfolgemodell MB.161.

## Konstruktion
Die MB.300 war ein als Tiefdecker ausgelegtes Ganzmetallflugzeug mit einziehbarem Fahrwerk. Der Querschnitt des Rumpfes bildete ein nach oben abgerundetes Rechteck. Als Antrieb dienten zunächst drei Doppelsternmotoren Gnôme-Rhône 14K mit jeweils 750 kW, die später durch leistungsfähigere 14N ersetzt wurden.
Die Kabine war in drei Abteile gegliedert, in denen neben einer Bar 14 Plätze erster und 16 Plätze zweiter Klasse vorgesehen waren. Die endgültige Version sah drei Sektionen für jeweils acht Fluggäste vor, einschließlich einer Bar im mittleren Abteil. Es konnten maximal vier Sitze pro Reihe angeordnet werden. Die Cockpitbesatzung bestand aus zwei Piloten, einem Funker und einem Navigator.

## Technische Daten
| Kenngröße             | Daten                                                            |
| --------------------- | ---------------------------------------------------------------- |
| Besatzung             | 4                                                                |
| Passagiere            | 24–30                                                            |
| Länge                 | 25,30 m                                                          |
| Spannweite            | 25,90 m                                                          |
| Höhe                  | 6,30 m                                                           |
| Flügelfläche          | 97,7 m²                                                          |
| Flügelstreckung       | 6,9                                                              |
| Leermasse             | 8.875 kg                                                         |
| Startmasse            | 13.055 kg                                                        |
| Höchstgeschwindigkeit | 329 km/h                                                         |
| Reichweite            | 800 km                                                           |
| Triebwerke            | drei Doppelsternmotoren Gnôme-Rhône 14N mit je 820 kW (1.115 PS) |